# Point of Departure
| Recensione | Giudizio |
| ---------- | -------- |
| AllMusic   | [ 1 ]    |

Point of Departure è un album discografico del pianista jazz statunitense Andrew Hill, pubblicato dalla casa discografica Blue Note Records nel maggio del 1965.

## Tracce
Tutti i brani composti da Andrew Hill.
Lato A
1. Refuge – 12:12
2. New Monastery – 7:00

Lato B
1. Spectrum – 9:42
2. Flight 19 – 4:10
3. Dedication – 6:40

Edizione CD del 1999, pubblicato dalla Blue Note Records (7243 4 99007 2 1)
Tutti i brani composti da Andrew Hill.
1. Refuge – 12:12
2. New Monastery – 7:00
3. Spectrum – 9:42
4. Flight 19 – 4:10
5. Dedication – 6:40
6. New Monastery – 6:08 – Bonus Track - Alternate Take
7. Flight 19 – 3:45 – Bonus Track - Alternate Take
8. Dedication – 7:01 – Bonus Track - Alternate Take

## Musicisti
- Andrew Hill - pianoforte
- Kenny Dorham - tromba
- Eric Dolphy - sassofono alto, flauto, clarinetto basso
- Joe Henderson - sassofono tenore
- Richard Davis - contrabbasso
- Tony Williams - batteria[3][4]

Note aggiuntive
- Alfred Lion - produttore
- Michael Cuscuna - produttore riedizione su CD
- Registrato il 21 marzo 1964 al Rudy Van Gelder Studio di Englewood Cliffs, New Jersey (Stati Uniti)
- Rudy Van Gelder - ingegnere delle registrazioni
- Francis Wolff - fotografie (copertina frontale e retrocopertina album)
- Reid Miles - design copertina album[5]